# Madrid Tennis Grand Prix 1981
Il Madrid Tennis Grand Prix 1981 è stato un torneo di tennis giocato sulla terra rossa. È stata la 10ª edizione del Madrid Tennis Grand Prix che fa parte del Volvo Grand Prix 1981. Si è giocato a Madrid in Spagna dal 29 settembre al 4 ottobre 1981.

## Campioni

### Singolare
Ivan Lendl ha battuto in finale  Pablo Arraya con il punteggio di 6–3, 6–2, 6–2

### Doppio
Hans Gildemeister /  Andrés Gómez hanno battuto in finale  Markus Günthardt /  Tomáš Šmíd con il punteggio di 6–2, 3–6, 6–3